# First Light (Wishbone Ash)
First light is het eerste album van de Britse rockband Wishbone Ash. Dit album is in 1970 opgenomen, maar is pas in 2007 uitgebracht.

## Achtergrond
Dit album was uitgebracht als promotiemateriaal om platenmaatschappijen kennis te laten maken met de muziek van Wishbone Ash. Toen de band begin 1970 een platencontract kreeg bij MCA Records (met steun van Deep Purple-gitarist Richie Blackmore) besloten ze om de meeste nummers opnieuw op te nemen.  In 2007 dook dit curieuze album op in de Verenigde Staten en werd het uitgebracht door het Talking Elephant label.
De meeste nummers zijn opnieuw opgenomen voor het eerste (titelloze) album, behalve Roads of day to day en Joshua. Alone, dat later instrumentaal zou verschijnen op het tweede album "Pilgrimage", staat op dit album in een gezongen versie. Tijdens de opnames van dit album beschikte de band nog niet over eigen instrumenten, daarom maakten ze die zelf. 

## Tracklist
Alle nummers zijn geschreven door de leden van de band. 

| 1.                 | Lady Whiskey        | 3:11  |
| 2.                 | Roads of day to day | 5:51  |
| 3.                 | Blind eye           | 3:35  |
| 4.                 | Joshua              | 2:13  |
| 5.                 | Queen of torture    | 3:09  |
| 6.                 | Alone               | 3:09  |
| 7.                 | Handy               | 12:41 |
| 8.                 | Errors of my way    | 6:24  |
| Totale duur: 40:13 |                     |       |

## Muzikanten
- Andy Powell - gitaar, zang
- Martin Turner - basgitaar, zang
- Ted Turner - gitaar
- Steve Upton - slagwerk